# Ville du 6 octobre
La Ville du 6 octobre (en arabe : السادس من أكتوبر El Sādis Min Uktōber ou plus simplement ستة أكتوبر Seta Uktober) est une ville d'Égypte, située dans le gouvernorat de Gizeh.

## Géographie
Cette ville satellite se situe dans l'aire urbaine du Caire, à environ 32 km à l'ouest de la capitale et à 17 km des pyramides de Gizeh sur la route du Fayoum. Elle fait partie des cités dites « nouvelles » comme la Cité du 10 de Ramadan, Sadate-City, Quinze Mai, Obour et Al-Badr.

## Histoire
La ville est créée en 1979 sous l'impulsion du président Anouar el-Sadate, dans le cadre d'un programme destiné à enrayer la surpopulation du Caire et également pour permettre le développement humain dans des zones vides et désertiques.
Le nom de la ville fait référence à la commémoration de la guerre du Kippour qui a débuté le 6 octobre 1973 et qui est aussi la date de la Fête des Forces Armées, journée nationale fériée, ainsi que celle de l'assassinat d'Anouar el-Sadate en 1981.
Entre 2008 et 2011, elle est la capitale du gouvernorat du 6 octobre.

## Démographie
La population est estimée à environ 185 000 habitants dans la ville et 500 000 habitants pour l'aire urbaine.

## Économie
La ville abrite le siège de Media Production City, studios de cinéma et de télévision, dont Nilesat 101 et 102.

## Autres activités

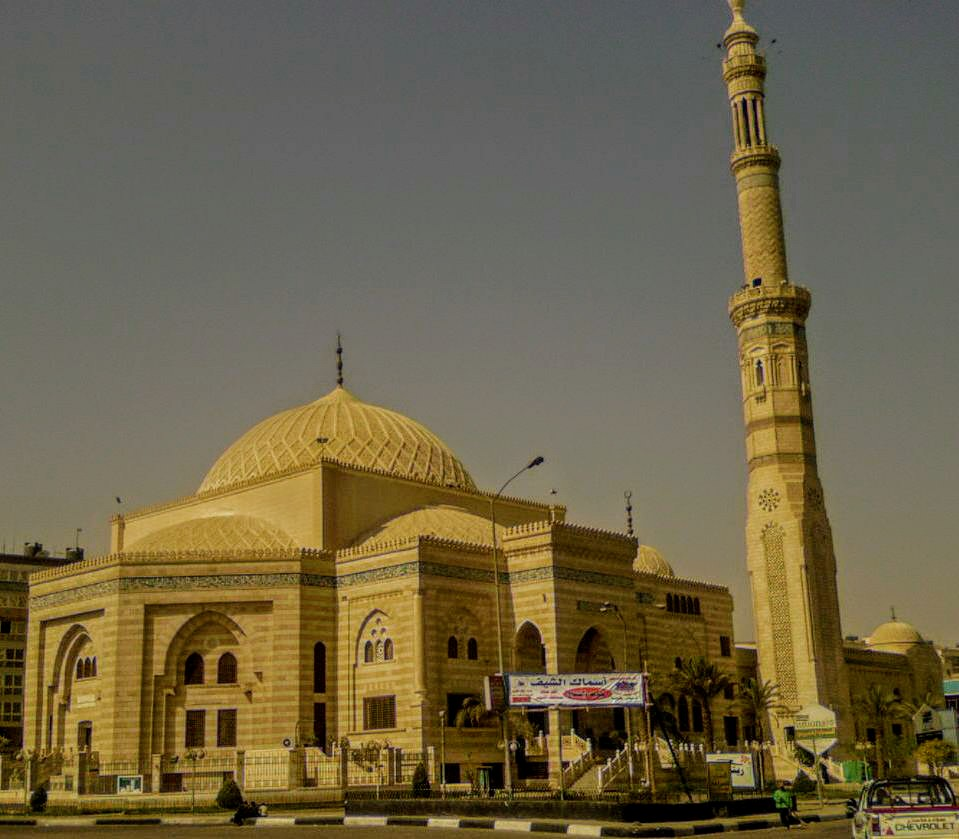
Mosquée El Hosary.

La ville abrite le siège de la Confédération africaine de football.
Ainsi que :
- 12 universités
- 6 hôpitaux
- un aéroport

De nombreuses mosquées (la plus grande étant la mosquée Al-Hosary) et églises chrétiennes.